# Øre

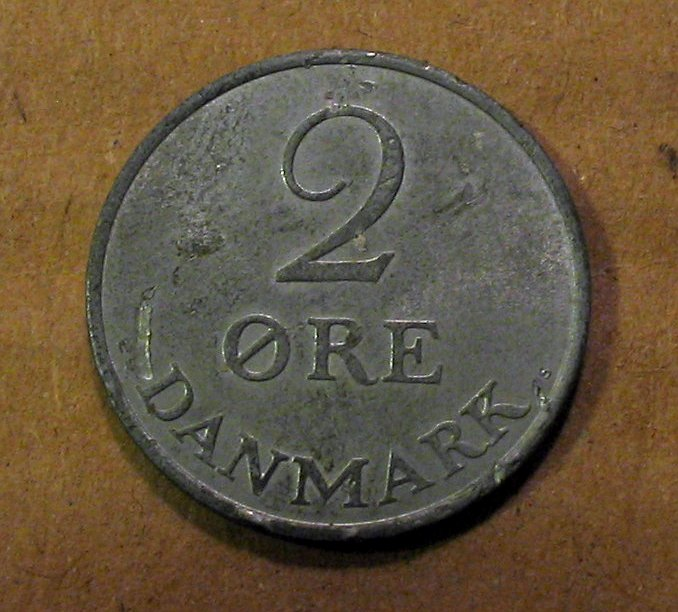
2 duńskie øre

Øre – moneta zdawkowa państw skandynawskich, 1/100 korony duńskiej i norweskiej. W Szwecji jej odpowiednikiem jest öre, natomiast w Islandii - eyrir (l.mn. aurar).

## Monety pozostające w obiegu
Dania – w obiegu pozostaje moneta 50 øre, monety 1 i 2 øre zostały wycofane z obiegu w 1973 roku, 5 i 10 øre w 1989, 25 øre w 2008.
Islandia – monety 5, 10 i 50 aurar, wprowadzone w 1981 roku, zostały wycofane z obiegu w roku 2003.
Norwegia – moneta o nominale 50 øre została wycofana z dniem 1 maja 2012, monety 1, 2, 5 oraz 25 øre zostały wycofane z obiegu w 1988 roku, a 10 øre w roku 1993.
Szwecja – monety 1 i 2 öre wycofano z obiegu w roku 1971, 5 i 25 öre w 1984 roku, 10 öre w 1991 roku, 50 öre w 2010 roku.